# Theodoor Philip Mackay (1840-1922)
Theodoor Philip baron Mackay (Nijmegen, 24 april 1840 - 's-Gravenhage, 29 november 1922) was een Nederlands politicus.
Mackay, lid van de familie Mackay, was de broer van Æneas Mackay, de eerste antirevolutionaire minister-president. Mackay was vijftien jaar Tweede Kamerlid na op 27-jarige leeftijd burgemeester van de Utrechtse plattelandsgemeenten Amerongen en Leersum te zijn geworden en het burgemeesterschap van de Gelderse plaats Winterswijk te hebben vervuld. Hij behoorde tot de conservatieve vleugel van de AR en sloot zich aan bij de fractie-Lohman. Hij was specialist op het gebied van Surinaamse aangelegenheden. Hij werd in 1897 lid van de Rekenkamer, en in in 1911 voorzitter van dat college.
Zijn zoon, Daniël baron Mackay, was burgemeester van Voorburg, Medan, Enkhuizen en Meppel terwijl zijn schoonzoon P.H.W.G. van den Helm burgemeester van Pijnacker was.
- Biografisch Portaal: 14931035
- Parlement.com: vg09ll33l2xv